# الضبار (إب)

تعديل مصدري - تعديل

الضبار محلة تابعة لقرية الخربة، التابعة لعزلة ثواب اعلى بمديرية إب إحدى مديريات محافظة إب في الجمهورية اليمنية.، بلغ تعداد سكانها 42 حسب تعداد اليمن لعام 2004.